# (14346) Zhilyaev
(14346) Zhilyaev (1985 QG5) – planetoida z grupy pasa głównego asteroid okrążająca Słońce w ciągu 5,65 lat w średniej odległości 3,17 j.a. Odkryta 23 sierpnia 1985 roku.